# ادوارد مورو

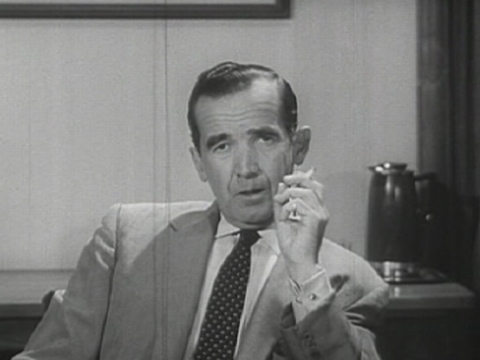

ادوارد آر. مورو (به انگلیسی: Edward R. Murrow) (متولد ۱۹۰۸- وفات ۱۹۶۵) یکی از بهترین خبرنگاران رادیو و تلویزیون آمریکا بود. او گزارشگر شجاعی بود که در طول جنگ جهانی دوم برای مردم خبر رسانی می‌کرد.
مورو به خاطر گزارش‌هایی مشهور شد که در طول بمبارانهای هوایی آلمان به انگلستان، آنها را از پشت بام‌های لندن مخابره می‌کرد.
بعد از جنگ جهانی دوم مورو به ایالات متحده آمریکا بازگشت و مجموعه‌های خبری مختلفی برای تلویزیون تهیه کرد که بسیار مورد توجه قرار گرفتند.
او در طول زندگی خود به عنوان یک گوینده فوق‌العاده شناخته می‌شد.